# 史密斯堡 (馬里蘭州)
史密斯堡（英語：Smithsburg）是一個位於美國馬里蘭州華盛頓縣的市鎮。

## 人口
根據2020年美國人口普查的數據，史密斯堡的面積為3.02平方千米，當中陸地面積為3.00平方千米，而水域面積為0.02平方千米。當地共有人口2977人，而人口密度為每平方千米986人。